# Condemios de Abajo
Condemios de Abajo es un municipio y localidad española de la provincia de Guadalajara, en la comunidad autónoma de Castilla-La Mancha. El término municipal, ubicado en la comarca de la Serranía, tiene una población de 14 habitantes (INE 2024).

## Historia
La historia es común para Condemios de Abajo y Condemios de Arriba, pues llevaron un destino común. Pertenecieron tras la reconquista al Común de Atienza y pasaron luego a formar parte del señorío de Miedes, durante varios siglos en poder de la casa del Infantado.
Hacia mediados del siglo XIX, el lugar tenía contabilizada una población de 220 habitantes. La localidad aparece descrita en el sexto volumen del Diccionario geográfico-estadístico-histórico de España y sus posesiones de Ultramar de Pascual Madoz de la siguiente manera:

CONDEMIOS DE ABAJO: l. con ayunt. en la prov. de Guadalajara (12 leg.), part. jud. de, Atienza (4), aud. terr. de Madrid (20). c. g. de Castilla la Nueva, dioc. de Siguenza (8). sit. en un hondo, con clima frio y húmedo, las enfermedades mas comunes son fiebres intermitentes y reumas. Tiene 30 casas, la de ayunt. con cárcel, escuela de instruccion primaria concurrida por 15 alumnos, á cargo de un maestro, sacristán y secretario de ayunt., dolado con 600 rs.; una fuente de buenas aguas que provee al vecindario para beber y demas usos domésticos, y una igl. parr. (La Natividad de Ntra. Sra.) aneja de la de Condemios de Arriba. Confina el térm. N. Aldeanueva, E. Campisabalos; S. Albendiego, y O. Condemios de Arriba; dentro de él se encuentran varios manantiales: el terreno es de mediana calidad y comprende un monte pinar bien poblado. caminos: los locales y uno que dirige á Atienza. correo, se recibe y despacha los miércoles en la administracion de Atienza por un cartero. prod.: trigo, cebada, centeno, avena, patatas, maderas de construccion y pastos; cria ganado lanar, cabrio y vacuno: caza de liebres y perdices. ind.: la agrícola, y el corte y aserrado de maderas. comercio: esportacion de maderas para Alcalá, Madrid y otros puntos, é importacion de los artículos que faltan. pobl.: 36 vec., 220 alm. cap. prod.: 802,200 rs. imp.: 45,200. contr.: 2,156. presupuesto municipal: 600 rs., se cubre por reparto entre los vec.
(Madoz, 1847, p. 560)

## Demografía
Condemios de Abajo cuenta con una población de 14 habitantes (INE 2024).
| Gráfica de evolución demográfica de Condemios de Abajo entre 1842 y 2021                                            |
| |
| Población de derecho según los censos de población del INE Población de hecho según los censos de población del INE |

| 1991 |  | 1996 |  | 2001 |  | 2004 |  | 2013 |  | 2015 |
| ---- |  | ---- |  | ---- |  | ---- |  | ---- |  | ---- |
| 33   |  | 32   |  | 28   |  | 29   |  | 23   |  | 20   |